# Avenida Antônio Maia
Avenida Antônio Maia é um dos principais logradouros de Marabá. A avenida abriga o Centro Histórico de onde a cidade começou e se expandiu, tendo grande importância histórica, econômica e cultural para Marabá. A avenida Antônio Maia tem seu início no bairro Francisco Coelho e termina na Rodovia Transamazônica. Homenageia a Antônio Maia, primeiro prefeito de Marabá.